# Luigi Caetani
Pour les articles homonymes, voir Caetani.
Luigi Caetani (né à Piedimonte, en Campanie, en juillet 1595, et mort à Rome, le 15 avril 1642) est un cardinal italien du XVIIe siècle. Il est membre de la famille du pape Boniface VIII. Luigi Caetani est un arrière-petit-neveu du cardinal  Niccolò Caetani (1536), un petit-neveu du cardinal Enrico Caetani (1585), un neveu des cardinaux Bonifazio Caetani (1606) et Antonio Caetani (1621). Le cardinal Antonio Caetani (1402) est un membre de la famille.

## Biographie
Caetani étudie à Ravenne et à Rome. Il est abbé commendataire de San Leonardo dans les Pouilles. En 1622, il est élu patriarche latin d'Antioche. Caetani est nommé archevêque de Capoue en 1624, ce qu'il reste jusqu'en 1627.
Il est créé cardinal  par le pape Urbain VIII lors du consistoire du 19 janvier 1626. Le cardinal Caetani est président de la Congrégation pour la réforme du bréviaire à partir de 1631.
En 1637-1638 il est camerlingue du Sacré Collège.